# Heinrich Koppenberg

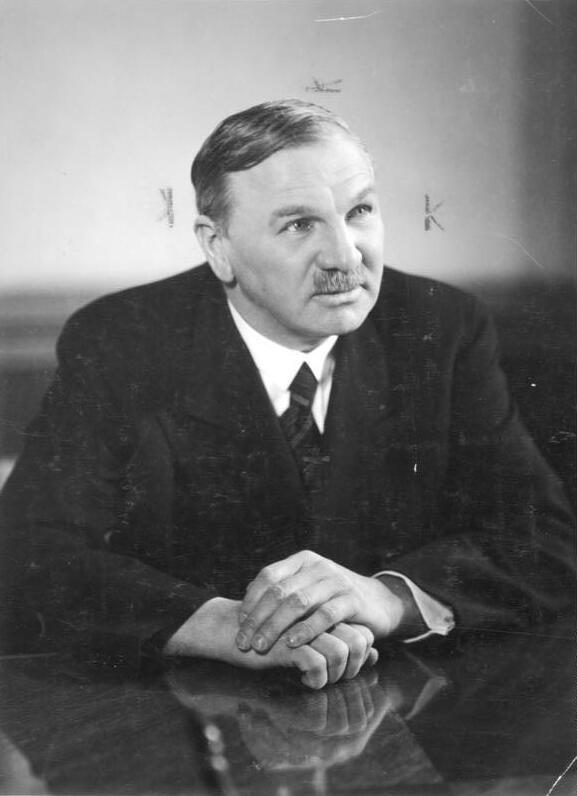
Heinrich Koppenberg (1941)

Heinrich Koppenberg (* 15. März 1880 in Herne; † 5. September 1960 in Bühl) war ein deutscher Konstrukteur und Industrie-Manager, der auf dem Höhepunkt seiner Karriere als Vorstandsvorsitzender die Junkers Flugzeug- und Motorenwerke leitete. Der gelernte Schlosser stieg im nationalsozialistischen Deutschen Reich bis zum Wehrwirtschaftsführer auf.

## Leben
Über das Privatleben von Heinrich Koppenberg ist wenig bekannt, nur über seinen beruflichen Werdegang. Er erlernte das Schlosserhandwerk, besuchte eine Fachschule und war bis 1906 Konstrukteur bei Krupp und anschließend bei Felten & Guilleaume. Ab 1917 war er technischer Leiter bei den Riesaer Stahlwerken. Koppenberg arbeitete 1922 bei der Linke-Hofmann-Lauchhammer AG, die sich im Eigentum des Flick-Konzerns befand. Als er im Jahre 1926 Generaldirektor der Riesaer Stahl- und Walzwerke war, wurden diese in die Mitteldeutsche Stahlwerke AG mit Sitz in Berlin überführt. Die Aktienmehrheit befand sich bei der Vereinigte Stahlwerke AG und damit war das Riesaer Stahl- und Walzwerk Bestandteil des Flick-Konzerns geworden. Anschließend arbeitete er bei der Allgemeinen Transportanlagen-Gesellschaft (ATG), einem Unternehmen, das nach dem Ersten Weltkrieg aus den Deutschen Flugzeug-Werken hervorgegangen war und sich seit 1933 ebenfalls im Eigentum des Flick-Konzerns befand. Heinrich Koppenberg gehörte zu den engsten Vertrauten von Friedrich Flick und hatte sein Büro in unmittelbarer Nähe zu Flick in Berlin.
Am 5. Juni 1928 wurde ihm von der Technischen Hochschule Dresden die Ehrendoktorwürde verliehen, zudem war er Ehrensenator der TH Dresden. Der Chefkonstrukteur bei Junkers, Ernst Zindel, sagte über Koppenberg: „Ein äußerst fähiger und kenntnisreicher tatkräftiger Mann, ein brutal-bulliger Baulöwe, der den Ruf hatte, sachlich und zeitlich das Unmögliche zu machen.“ Er wurde auch „Zauberer“ genannt, weil unter seiner Leitung innerhalb eines Dreivierteljahres die neuen Produktionshallen der Junkers-Werke errichtet wurden und er dabei durch seine derbe Art bei den Bauarbeitern gut ankam. Zum 1. April 1936 trat er der NSDAP bei (Mitgliedsnummer 3.759.356) und 1941 wurde er zum Wehrwirtschaftsführer ernannt.

### Junkers-Werke
Im Frühjahr 1933 war Koppenberg Direktor der Mitteldeutsche Stahlwerke AG. Als er im April 1933 auf Weisung Flicks an einer Besprechung mit Carl Friedrich von Siemens, Albert Vögler und Fritz Thyssen im Reichsluftfahrtministerium teilnahm, erfuhr er vom Plan der Verdreifachung der Flugzeugproduktion. Daraufhin bot Koppenberg sein Unternehmen hierfür an, und da er keine Erfahrungen im Flugzeugbau hatte, sondierte er bei den Flugzeugbauern Heinkel, Junkers und Dornier, wo er für sein Vorhaben jedoch keine Zustimmung fand. Hugo Junkers, Haupteigentümer der Junkers Flugzeugwerke AG und der Junkers Motorenbau GmbH, war gegen die Aufrüstungspolitik der nationalsozialistischen Regierung und wurde 1933 von dieser gezwungen, die Eigentumsmehrheit an seinen Werken an das Deutsche Reich zu verkaufen. Koppenberg wurde zum Generaldirektor des nun verstaatlichten Junkers-Konzerns ernannt.
Gemeinsam mit Flick fädelte er Anfang 1934 die Einbindung der Allgemeine Transportanlagen-Gesellschaft (ATG), in der Koppenberg Direktor war, in den Junkers-Konzern ein. 1935 wurde er des Weiteren in die Aufsichtsräte der Maxhütte AG, der Mitteldeutsche Stahlwerke AG und der Linke-Hofmann-Lauchhammer AG gewählt, die sich allesamt im Besitz von Friedrich Flick befanden.
Obwohl er wenig Kenntnisse im Flugzeugbau hatte, trieb Koppenberg den Ausbau des Konzerns erfolgreich voran. Auf seine Initiative fusionierten Mitte 1936 die beiden Junkers-Firmen zur Junkers Flugzeug- und Motorenwerke AG (JFM). Innerhalb kurzer Zeit entwickelte sich der Flugzeugbau zum größten Industriezweig in Deutschland, und 1937 beschäftigte der Junkers-Konzern in seinen elf Werken 40.000 Personen. Am 30. September 1938 ernannte Hermann Göring Koppenberg zum Sonderbevollmächtigten zur Herstellung der Ju 88, dem Standardbomber der Luftwaffe. Damit wurde Koppenberg während der NS-Diktatur zum größten privaten Manager in einem Rüstungsbetrieb und in den rund zwei Dutzend JFM-Standorten – überwiegend in Mitteldeutschland – wurden mehrere zehntausend Menschen, unter ihnen viele Zwangsarbeiter und KZ-Häftlinge, unter zum Teil unmenschlichen Bedingungen beschäftigt.

### Argus-Motorenwerke

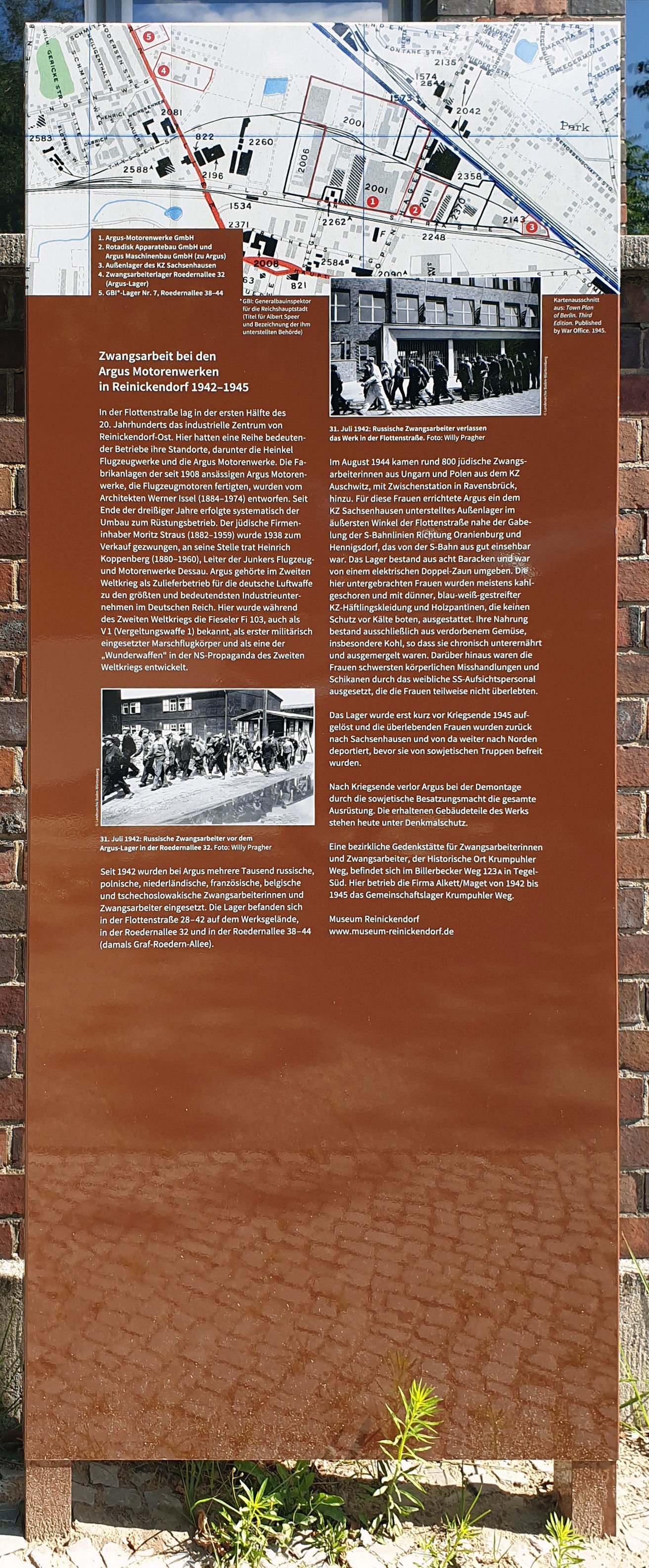
Gedenktafel vor den ehemaligen Argus Motorenwerken in Berlin-Reinickendorf, Flottenstraße 28

Der jüdische Eigentümer der Argus Motoren GmbH in Berlin-Reinickendorf, Moritz Straus, wurde 1938 im Rahmen der „Arisierung“ von den Nationalsozialisten gezwungen, dieses Motorenwerk, das leistungsfähige Flugzeugmotoren herstellte, zu verkaufen. Es gab zwei Kaufinteressenten, Koppenberg und die Bayerischen Motorenwerke und er erwarb mit seinem Schwager Viktor Polak dieses Unternehmen für 5,2 Millionen Reichsmark, das einen Buchwert von 11 Millionen Reichsmark hatte. Die Arguswerke von Koppenberg waren die größten Zulieferer der Luftfahrtindustrie und die Süddeutschen Arguswerke erreichten im Kriegsjahr 1944 einen Umsatz von 13 Millionen Reichsmark im Armaturenbau für Panzer und Flugzeuge. In den Koppenberg gehörenden Argus-Werken bestand seit 1941 das KZ Berlin-Reinickendorf als KZ-Außenlager des KZ Sachsenhausen, und auch in den Süddeutschen Arguswerken in Karlsruhe gab es ein Konzentrationslager.

### Braunkohle-Benzin AG (BRABAG)
Eine wichtige Rolle spielte Koppenberg bei der Braunkohle-Benzin AG (BRABAG). Er versuchte schon 1934, ein Hydrierwerk zur Herstellung von synthetischen Benzin aufzubauen. In der Brabag war er Vorstandsmitglied neben Carl Krauch, einem IG-Farben-Vorstand, Alfred von Vollard-Bockelberg, einem Chemiker und Spezialisten für Hydrierungsverfahren und dem ehemaligen Chef des Heereswaffenamtes Friedrich Carl Arthur Kranefuß, einem Vertrauten Himmlers, der dessen Freundeskreis organisierte.

### Norwegen
Nach der Invasion Norwegens am 9. April 1940 suchte Koppenberg bereits Mitte April Norwegen auf. Nach seinem Norwegenaufenthalt stellte er dem Reichsluftfahrtministerium seine Vorstellungen zur Nutzung der Bauxitvorkommen Norwegens vor. Da zahlreiche Bauteile aus Aluminium im Flugzeugbau verwendet werden, wurde Bauxit als Rohstoff zur Aluminiumherstellung benötigt. Daraufhin schrieb Hermann Göring an Koppenberg, dass er dieses Land als Rohstoffquelle für das deutsche Wehrwirtschaftspotential betrachte. Aluminium war für die Firmen von Koppenberg von Bedeutung, denn er wollte die norwegischen Ressourcen zur weiteren Steigerung der Flugzeugproduktion nutzen. Das Luftfahrtministerium errichtete daraufhin die Nordische Aluminium AG (Nordag), als deren Aufsichtsratsvorsitzender Koppenberg eingesetzt wurde. Am 15. September 1941 wurde Koppenberg zum Treuhänder der Leichtmetallindustrie Norwegens ernannt, die unter § 13 des Reichsfeindvermögensverordnung stand.
Koppenberg plante für den Aufbau der metallurgischen Werke sowie der erforderlichen Wasserkraftwerke in Norwegen 1½ Milliarden Reichsmark ein. Der zur Herstellung von Aluminium fehlende Rohstoff Tonerde sollte nach seinen Vorstellungen im Kriegsjahr 1942 quer durch Europa von Kroatien und Rumänien antransportiert werden. Im Oktober 1942 wurde Koppenberg die Vollmacht für den Aufbau der Leichtmetallindustrie Norwegens entzogen, nachdem sich seine Vorstellungen nicht realisieren ließen. Am Ende des Frankreichfeldzuges hatte er für Frankreich im Übrigen ähnliche Pläne.

## Nach 1945
Nach 1945 arbeitete Koppenberg in seinem Betrieb, den Süddeutschen Arguswerken, und in weiteren Aufsichtsräten. Er war auch als beratender Ingenieur tätig und sprach vor ehemaligen Junkers-Mitarbeitern auf Versammlungen. Auf einer Rückreise aus der Schweiz zu seinem Wohnsitz in Baden-Oos verunglückte er am 5. September 1960 auf dem Bahnhofsgelände in Bühl (Baden) tödlich. Für seine Tätigkeit als einem wesentlich Beteiligten am Rüstungsprogramm der Nationalsozialisten wurde er nie juristisch belangt.

## Patente Koppenbergs
- Erzeugung von Synthesegas aus Kohlenstaub vom 9. November 1942
- Sauerstoffmetallurgie der Schachtofenprozesse